# Beetlejuice (acteur)
Pour les articles homonymes, voir Beetlejuice (homonymie).
Lester Green (né le 2 juin 1968 à Browns Mills dans le New Jersey), plus connu sous le nom de Beetlejuice, est un artiste et acteur américain. Il devient connu en 1999 grâce à ses apparitions dans The Howard Stern Show, devenant membre du Wack Pack d'Howard Stern. Il est nommé « meilleur Wack Packer de tous les temps » en 2015. Il est également apparu dans des longs métrages tels que Bubble Boy (2001) et Scary Movie 2 (2001).

## Biographie

### Howard Stern Showet catch
Beetlejuice apparait pour la première fois au Howard Stern Show le 14 juillet 1999, en même temps que Frank « Third Degree » Burns, un autre nain. Ils étaient invités pour permettre à Sean Rooney de faire la promotion de son entreprise de lancer de nains,. Howard Stern a immédiatement apprécié Beetlejuice, et a vu en lui une potentielle célébrité, le décrivant comme un « invité que l'on ne voit qu'une fois dans sa vie. » Par la suite, Beetlejuice continue à faire de nombreuses apparitions dans l'émission, jusqu'à devenir l'un de ses invités les plus populaires et demandés. Malgré la popularité qu'elle lui apporte, certains ont émis des critiques à l'égard de l'émission et même de Stern lui-même, l'accusant d'exploiter une personne déficiente mentalement.
En 2000, Stern est invité aux 17es AVN Awards pour recevoir un prix honorifique pour le Howard Stern Show. Il a demandé que ce soit Beetlejuice qui le récupère en son nom. Il a alors prononcé un discours, préalablement rédigé avec Sean Rooney, mais qui a dû être arrêté en raison de la « divagation incompréhensible » de ce discours. Lors des élections sénatoriales américaines de 2000 à New York, il est apparu dans une campagne publicitaire parodique intitulée « Beetlejuice pour le Sénat » créée pour le Howard Stern Show. Dans l'annonce, il a donné ses positions sur divers sujets tels que l'avortement, les impôts, l'éducation et les drogues[réf. nécessaire].
En 2000, il fait une apparition au WCW Nitro où, déguisé en Superman, il affronte le catcheur Jeff Jarrett dans les coulisses. En réponse, il fracasse une guitare sur la tête de Beetlejuice. Plus tard dans la soirée, il interrompt le match de WCW dans lequel jouait Jarrett avant d'être matraqué par le lutteur sur le ring. Tout au long de sa carrière, il participe à des matchs de boxe amateur avec d'autres personnes de petite taille.

### Débuts de la gloire

#### Au cinéma
Beetlejuice a interprété un personnage fictif dans le film de comédie Bubble Boy sorti en 2001. Il se nomme Lil 'Zip, et est membre d'un « freak show », que le personnage interprété par Jake Gyllenhaal, Jimmy Livingston, rencontre. Un autre membre du Wack Pack de Stern, Matthew McGrory, est également apparu aux côtés de Beetlejuice. La même année, il fait un caméo dans Scary Movie 2. Il y interprète le cerveau du personnage drogué joué par Marlon Wayans, Shorty Meeks.
En juin 2008, le réalisateur Michael Bay a souhaité faire apparaitre Beetlejuice à l'affiche de son dernier film, Transformers 2 : La Revanche (2009), mais il aurait eu des difficultés à jouer et à apprendre son texte, ce qui a poussé Bay à ne pas le faire apparaître dans le film.

#### Dans la musique
La même année, il chante sur trois chansons du premier album du groupe de hip-hop Smut Peddlers, Porn Again, réalisé chez Rawkus Records : Beetlejuice Intro, Pimpology by Beetlejuice, et Beetlejuice Outtakes. En 2002, il apparait dans le clip du rappeur N.O.R.E. pour sa chanson Grimey.
Fin 2004, il interprète This is Beetle, plus connu sous le nom de Beetlejuice Song, au Howard Stern Show. Le producteur de l'émission, Richard Christy, a enregistré la chanson, a écrit de la musique pour accompagner la voix de Beetlejuice, puis a tout mixé pour obtenir la chanson que nous connaissons aujourd'hui. Les paroles les plus connues de la chanson sont : « C'est Beetle, il est aussi mauvais que possible et il sait qu'il est le meilleur. » La chanson, que Beetlejuice a écrite spontanément dans le studio d'enregistrement, est reprise par le groupe de rock Staind, qui a inclus la chanson dans l'édition spéciale de son album Chapter V. Le 19 septembre 2005, Blues Traveler a joué sa reprise de This Is Beetle au Howard Stern Show,. Cependant, Howard Stern n'a pas pu la diffuser dans son émission radio sur la Sirius Satellite Radio car CBS Radio détenait les droits d'auteur de toutes les émissions de Stern de K-Rock. Stern et son équipe de production ont recréé bon nombre des musiques les plus populaires de son époque sur K-Rock, mais les tentatives de recréer This is Beetle ont échoué. Cependant, en mai 2006, Stern, Sirius et CBS ont conclu un accord pour vendre les droits de toutes ses émissions K-Rock à Sirius, permettant ainsi à Stern de jouer la chanson.
Un différend autour de la distribution des bénéfices potentiels de la chanson a mené le manager de Beetlejuice de l'époque, Sean Rooney, à se disputer avec Gary Dell'Abate, le producteur exécutif du Howard Stern Show. Le problème concernait la répartition des revenus en pourcentage entre Beetlejuice et Christy.

#### À la télévision
En 2009, Beetlejuice créé et participe à sa propre émission de télé-réalité en cinq épisodes intitulée This is Beetle sur Howard TV.

#### Sur internet
Le physique de Beetlejuice le fait rapidement devenir un mème. La plus connue est tirée de son compte Instagram officiel en 2016. Il le montre en train de manger assis à une table en regardant quelque chose hors cadre. De plus, les vidéos et les compilations des apparitions télévisées de Beetlejuice (notamment au Howard Stern Show) sont populaires sur Internet, à travers des plateformes comme YouTube, Reddit ou encore Facebook. Beaucoup de ces vidéos dépassent le million de vues.

### Apparitions récentes
En février 2021, Beetlejuice a fait sa première apparition dans le Howard Stern Show depuis plus de cinq ans. Il a alors annoncé qu'il avait déménagé en Géorgie avec sa mère, et qu'il avait réalisé une version remixée de sa chanson Beetle in the House sortie en 2015, en collaboration avec Snoop Dogg, Sean Paul et Big Freedia.
En février 2022, le manager de Beetlejuice a publié un NFT sur la plateforme Goldin's Auction, qui a permis à l'enchérisseur gagnant de recevoir une carte de remerciement physique signée par Beetlejuice, ainsi qu'une vidéo de lui racontant l'histoire de sa vie. Le NFT a reçu plus de vues sur le site Goldin's Auction qu'une carte dédicacée par Tom Brady et que le gant de Michael Jackson. Il s'est vendue 15 000 $ après 21 enchères.

## Vie privée
À sa naissance, Lester est diagnostiqué atteint de nanisme et de microcéphalie, ce qui lui cause une déficience intellectuelle. Il est le cinquième d'une fratrie de six, et a été élevé dans la Marion Section de Jersey City.
Lester rencontre Sean Rooney dans un bar du quartier, qui devient son manager. Il devient ensuite acteur, puis rejoint la société de lancer de nain de Rooney, où il est surnommé Beetlejuice en raison d'une ressemblance avec un personnage du film éponyme de Tim Burton (1988). Après le décès de Sean Rooney en 2009, son frère, Bobby Rooney, devient le nouveau manager de Beetlejuice.
Le 2 octobre 2007, lors de l'émission The Howard Stern Show, Jerry O'Connell a révélé qu'il avait rencontré Beetlejuice dans son enfance. La mère d'O'Connell était l'enseignante en éducation spécialisée de Beetlejuice à l'école primaire 31 de Jersey City, et qu'il était un si bon élève qu'il a fait un travail spécial en tant que son « assistant ».

## Filmographie

### Films
| Année | Titre             | Rôle                            |
| ----- | ----------------- | ------------------------------- |
| 2001  | Scary Movie 2     | Le cerveau de Shorty / lui-même |
| 2001  | Bubble Boy        | Lil' Zip                        |
| 2004  | Beetle Uncensored | Lui-même                        |
| 2012  | Girls Gone Dead   | Lui-même                        |

### Télévision
| Année | Titre                   | Rôle                    |
| ----- | ----------------------- | ----------------------- |
| 2009  | This is Beetle          | Lui-même                |
| 2003  | Doggy Fizzle Televizzle | Lui-même et Super Juice |
| 2001  | Son of the Beach        | Lui-même                |
| 2000  | WCW Monday Nitro        | Lui-même                |

## Jeux vidéos
En 2005, Beetlejuice a prêté sa voix au personnage de Zeke dans True Crime : New York City.